# Đại học Nakhon Sawan Rajabhat
Đại học Nakhon Sawan Rajabhat ( tiếng Anh: Nakhon Sawan Rajabhat University) là một trường đại học trong nhóm Đại học Rajabhat trực thuộc Bộ Giáo dục Đại học, Khoa học, Nghiên cứu và Đổi mới, tọa lạc tại xã Nakhon Sawan Tok, huyện Mueang Nakhon Sawan, tỉnh Nakhon Sawan. Trường cung cấp chương trình giảng dạy ở các cấp Bằng sau đại học, Cử nhân, Thạc sĩ và Tiến sĩ.

## Lịch sử
Đại học Nakhon Sawan Rajabhat được thành lập vào ngày 15 tháng 8 năm 1922, với tên gọi ban đầu là "Trường đào tạo giáo viên Mueang Kaset" tại tỉnh Nakhon Sawan, tiếp nhận học sinh đã hoàn thành chương trình Tiểu học (lớp 4) để học trong 2 năm theo chương trình giảng dạy của Bộ Giáo dục (nay là Bộ Giáo dục Đại học, Khoa học, Nghiên cứu và Đổi mới). Học sinh tốt nghiệp sẽ nhận bằng giáo viên cơ bản, với ông Sawat Kanhanet làm hiệu trưởng. Sau đó, ông nhận được danh hiệu "Khun Kanhanet Suksakon" (Khun Kanhanet, nhà giáo dục)
Sau đó vào năm 1932, trường được sáp nhập với Trường đào tạo giáo viên Phra Nakhon Si Ayutthaya. Năm 1934, trường được thành lập như một trường dạy nghề nông nghiệp. Năm 1955, trường được thành lập như một Trường đào tạo giáo viên Nakhon Sawan. (thuộc hệ thống Đại học Rajabhat).
Sau đó vào năm 1968, trường được nâng cấp thành "Cao đẳng Sư phạm Nakhon Sawan" và cung cấp các khóa học ở cấp độ Bằng tốt nghiệp Giáo dục và Bằng tốt nghiệp Giáo dục Đại học. Sau đó vào năm 1975, Cao đẳng Sư phạm Nakhon Sawan được phép cung cấp các khóa học lên đến cấp độ Cử nhân theo Đạo luật Cao đẳng Sư phạm năm 1975.
Sau đó vào ngày 14 tháng 2 năm 1992, trường được Đức vua Bhumibol Adulyadej đặt tên là "Rajabhat" và được nâng lên thành "Viện Đai học Nakhon Sawan Rajabhat". Trường cung cấp các khóa học lên đến trình độ thạc sĩ.
Đến năm 2004, trường được nâng cấp thành "Đại học Nakhon Sawan Rajabhat" và cấp bằng tốt nghiệp, cử nhân, thạc sĩ và tiến sĩ.

## Các khoa
Khoa Giáo dục
- Chương trình Cử nhân Giáo dục (B.Ed.) (4 năm) có chuyên ngành:
  - Khoa Giáo dục Mầm non
  - Khoa Khoa học Tổng hợp
  - Khoa Toán học
  - Khoa tiếng Anh
  - Khoa tiếng Thái
  - Khoa Khoa học xã hội
  - Khoa Giáo dục thể chất
  - Khoa Công nghệ số phục vụ Giáo dục
  - Khoa Giáo dục Tiểu học

Khoa Khoa học và Công nghệ
- Chương trình Cử nhân Khoa học (4 năm) cung cấp 10 chuyên ngành:
  - Khoa Khoa học máy tính
  - Khoa Công nghệ thông tin
  - Khoa Công nghệ đa phương tiện và hoạt hình
  - Khoa Toán học
  - Khoa Hóa học
  - Khoa Sinh học và Công nghệ sinh học
  - Khoa Khoa học và Công nghệ Môi trường
  - Chương trình An toàn và Sức khỏe Nghề nghiệp
  - Khoa Khoa học Thể thao và Thúc đẩy Sức khỏe
  - Khoa Phục hồi chức năng và Quản lý sức khỏe người cao tuổi

- Chương trình Cử nhân Y tế Công cộng (B.P.S. 4 năm) cung cấp 1 chuyên ngành chính:
  - Khoa Y tế Công cộng

- Chương trình Cử nhân Giáo dục (B.Ed.) (4 năm) cung cấp hai chuyên ngành:
  - Khoa Hóa học
  - Khoa Vật lý

- Chương trình Cử nhân Nghệ thuật (BA 4 năm) cung cấp 1 chuyên ngành chính:
  - Khoa Kinh tế gia đình

Khoa Khoa học Xã hội và Nhân văn
- Chương trình Cử nhân Nghệ thuật (BA 4 năm) cung cấp 5 chuyên ngành:
  - Khoa tiếng Anh
  - Khoa tiếng Thái
  - Khoa Phát triển Xã hội
  - Khoa Lịch sử
  - Chương trình tiếng Anh giao tiếp kinh doanh (Chương trình quốc tế)

- Chương trình Cử nhân Khoa học (4 năm) cung cấp 1 chuyên ngành chính:
  - Khoa Địa lý và Địa tin học

- Chương trình Cử nhân Giáo dục (B.Ed.) (4 năm) cung cấp hai chuyên ngành:
  - Khoa Giáo dục Âm nhạc
  - Khoa Giáo dục Nghệ thuật

- Chương trình Cử nhân Khoa học Chính trị (B.P.S.) (4 năm) cung cấp ba chuyên ngành:
  - Khoa Khoa học Chính trị
  - Khoa Chính quyền địa phương
  - Khoa Hành chính công

- Chương trình Cử nhân Luật (LL.B.4 năm) cung cấp 1 chuyên ngành chính:
  - Luật học

- Chương trình Cử nhân Mỹ thuật (Cử nhân Mỹ thuật 4 năm) cung cấp 1 chuyên ngành chính:
  - Khoa Khoa học Âm nhạc và Nghệ thuật Biểu diễn

- Các khóa học dành cho người nước ngoài 外国人课程

Khoa Khoa học Quản lý
- Chương trình Cử nhân Nghệ thuật (BA 4 năm) cung cấp 1 chuyên ngành chính:
  - Khoa Du lịch và Khách sạn

- Chương trình Cử nhân Nghệ thuật Truyền thông (Bằng Cử nhân Nghệ thuật 4 năm) cung cấp 1 chuyên ngành chính:
  - Khoa Nghệ thuật Truyền thông

- Chương trình Cử nhân Kinh tế (Cử nhân Kinh tế 4 năm) cung cấp 1 chuyên ngành:
  - Kinh tế quản lý kinh doanh hiện đại (Dự án hợp tác với CP ALL Public Company Limited và các công ty con)

- Chương trình Cử nhân Quản trị Kinh doanh (B.B.A. 4 năm) cung cấp 3 chuyên ngành:
  - Khoa Marketing
  - Khoa Quản lý nguồn nhân lực và tổ chức
  - Khoa học máy tính kinh doanh

- Chương trình Cử nhân Kế toán (B.Acc. 4 năm) cung cấp 1 chuyên ngành chính:
  - Khoa Kế toán

Khoa Công nghệ Nông nghiệp và Công nghệ Công nghiệp
- Chương trình Cử nhân Khoa học (4 năm) cung cấp bốn chuyên ngành:
  - Khoa Nông nghiệp (Công nghệ sản xuất thực vật)
  - Khoa Nông nghiệp (Công nghệ sản xuất chăn nuôi)
  - Khoa Nông nghiệp (Ngành Công nghệ nuôi trồng thủy sản)
  - Khoa Công nghiệp chế biến thực phẩm

- Chương trình Cử nhân Mỹ thuật (Cử nhân Mỹ thuật 4 năm) cung cấp 1 chuyên ngành chính:
  - Khoa Thiết kế sáng tạo kinh doanh

- Chương trình Cử nhân Giáo dục Công nghiệp (Bằng Cử nhân Giáo dục Công nghiệp 4 năm) cung cấp 1 chuyên ngành chính:
  - Khoa Thiết kế sản phẩm và đồ họa

- Chương trình Cử nhân Kỹ thuật Công nghiệp (Bằng Cử nhân Kỹ thuật Công nghiệp 4 năm) cung cấp hai chuyên ngành:
  - Khoa Kỹ thuật Điện và Điện tử (Ngành Kỹ thuật Điện Công nghiệp)
  - Khoa Kỹ thuật Điện công nghiệp (Ngành Điện tử và Robot)

- Chương trình Cử nhân Công nghệ (Cử nhân Công nghệ 4 năm) cung cấp 1 chuyên ngành chính:
  - Khoa Công nghệ Quản lý Công nghiệp

- Chương trình Cử nhân Công nghệ (Cử nhân Công nghệ 2 năm) cung cấp hai chương trình liên tục:
  - Khoa Công nghệ Công nghiệp, Chi nhánh Công nghệ Hệ thống Đường sắt
  - Khoa Công nghệ Công nghiệp, Ngành Công nghệ Công nghiệp

- Chương trình Cử nhân Kỹ thuật (B.Eng.4 năm) cung cấp 5 chuyên ngành:
  - Khoa Kỹ thuật Năng lượng, Khoa Công nghệ Xe điện
  - Khoa Kỹ thuật Năng lượng, Khoa Kỹ thuật Năng lượng
  - Khoa Kỹ thuật cơ khí và Robot
  - Khoa Quản lý Kỹ thuật, Ngành Kỹ thuật Quản lý Hậu cần Môi trường
  - Khoa Quản lý Kỹ thuật, Khoa Quản lý Kỹ thuật Công nghiệp Môi trường

#### Trường sau đại học
Khoa sau đại học cung cấp chương trình giáo dục bậc cao hơn bằng cử nhân, cụ thể là bằng tiến sĩ, bằng thạc sĩ, bằng tốt nghiệp sau đại học và tổng cộng 4 chuyên ngành.
- Chương trình Tiến sĩ Giáo dục
  - Khoa Quản lý Giáo dục

- Chương trình Thạc sĩ Giáo dục
  - Khoa Quản lý Giáo dục
  - Khoa Giáo trình và Giảng dạy
  - Khoa Nghiên cứu máy tính
  - Khoa Nghiên cứu và Đánh giá Giáo dục

- Chương trình Thạc sĩ Khoa học Chính trị
  - Khoa Khoa học Chính trị

- Chương trình Thạc sĩ Nghệ thuật
  - Chương trình giảng dạy tiếng Anh

- Chương trình Thạc sĩ Khoa học
  - Khoa Giảng dạy Toán học

- Chương trình Thạc sĩ Quản trị Kinh doanh
  - Quản trị kinh doanh

- Chương trình cấp bằng sau đại học
  - Nghề giáo viên

## Khu vực giáo dục
Đại học Nakhon Sawan Rajabhat hiện tọa lạc tại số 398 Moo 9, đường Sawanwithi, tiểu khu Nakhon Sawan Tok, huyện Mueang, tỉnh Nakhon Sawan, với diện tích khoảng 108 rai, 3 ngan và 52 vuông wa. Ngoài ra, Đại học Nakhon Sawan Rajabhat còn có 3 trung tâm giáo dục khác:
- Trung tâm giáo dục Yanmatree, tọa lạc tại tiểu khu Yanmatree, huyện Phuyakhiri, tỉnh Nakhon Sawan. Trung tâm đã xây dựng một số tòa nhà theo quy hoạch tổng thể 20 năm của trường đại học để chuẩn bị trở thành một trường đại học hoàn chỉnh.

- Trung tâm giáo dục tiểu khu Khao Raet, huyện Mueang, tỉnh Nakhon Sawan, hiện đang cung cấp giáo dục công nghệ nông nghiệp.

- Trung tâm Giáo dục tiểu khu Nong Krat, huyện Mueang, tỉnh Nakhon Sawan. Trường đại học đã sử dụng diện tích này để triển khai Nông nghiệp Lý thuyết Mới theo sáng kiến của hoàng gia.

## Văn phòng/Viện
- Văn phòng Chủ tịch
- Văn phòng Xúc tiến Học thuật và Đăng ký
- Văn phòng Tài nguyên Học thuật và Công nghệ Thông tin
- Văn phòng Nghệ thuật và Văn hóa
- Viện nghiên cứu và phát triển

## Các cơ quan khác
- Trường trình diễn Đại học Nakhon Sawan Rajabhat
- Văn phòng Hội đồng trường Đại học
- Trung tâm điều dưỡng và nâng cao sức khỏe
- Trung tâm ngoại ngữ
- Trung tâm khoa học
- Trung tâm Đa dạng sinh học, Lối sống và Trí tuệ địa phương
- Nhà văn hóa tỉnh Nakhon Sawan
- Vườn ươm Doanh nghiệp, Đại học Nakhon Sawan Rajabhat
- Bệnh viện và Cao đẳng Y học Thay thế và Chăm sóc Lão khoa

## Lãnh đạo
- 1922 - 1924: Kanhanet Suksakon, Hiệu trưởng
- 1924 - 1925: Chit Phithayakhom, Hiệu trưởng
- 1925 - 1932: Kesem Phumphuang, Hiệu trưởng
- 1934 - 1943: Charoon Suwanmat, Hiệu trưởng
- 1943 - 1951: Siri Acharaka, Hiệu trưởng
- 1951 - 1955: Siri Sukkit, Hiệu trưởng
- 1955 - 1960: Prom Pringthong, Hiệu trưởng
- 1960 - 1965: Tem Chantachum, Hiệu trưởng
- 1965 - 1975: Prathan Chancharoen, Giám đốc
- 1975 - 1978: Tiến sĩ Wichian Saensophon, Hệu trưởng
- 1978 - 1987: Tiến sĩ Hom Klayanon, Hiệu trưởng
- 1987 - 1993: Phó Giáo sư, Tiến sĩ Witthaya Rung-adulpisan, Hiệu trưởng
- 1993 - 1995: Phó Giáo sư, Tiến sĩ Pratuang Phumipatrakom, Hiệu trưởng
- 1995 - 1998: Phó Giáo sư, Tiến sĩ Supol Bunsong, Chủ tịch
- 1998 - 2013: Phó Giáo sư, Tiến sĩ Pratuang Phumipatrakom, Hiệu trưởng
- 2013 - 2019: Phó Giáo sư, Tiến sĩ Banyat Chamnankit, Hiệu trưởng
- 2019 - 2020: Giáo sư, Tiến sĩ Somyot Plabthiang, Quyền Hiệu trưởng
- 2020 - 2024: Phó Giáo sư, Tiến sĩ Chaiyarat Pranee, Chủ tịch
- 2024: Giáo sư, Tiến sĩ Somyot Plabthiang, Quyền Hiệu trưởng
- 2024 - nay: Phó Giáo sư, Tiến sĩ Chaiyarat Pranee, Chủ tịch

## Các nguồn khác
- Đại học Nakhon Sawan Rajabhat Lưu trữ ngày 22 tháng 8 năm 2005 tại Wayback Machine
- Tầm nhìn của Đại học Nakhon Sawan Rajabhat[liên kết hỏng]
- Lịch sử của Đại học Nakhon Sawan Rajabhat[liên kết hỏng]